# 安徽水利水电职业技术学院
安徽水利水电职业技术学院是位于中华人民共和国安徽省合肥市的一所高等职业院校，学校前身是1952年建立的淮河水利专科学校，2000年经安徽省政府批准成立安徽水利水电职业技术学院，是全国100所国家示范性高职院校之一。

## 沿革
- 1952年，淮河水利专科学校成立，隶属于国家水利部[1]。
- 1984年，成立安徽水利职工大学[2]。
- 2000年6月18日，经安徽省政府批准，安徽水利水电职业技术学院正式成立[3]。
- 2014年，学校成为安徽省首批“四年一贯制”本科教育改革试点院校[4]，与合肥学院联合培养本科人才[5]。

## 院系设置
学院设有9个二级学院和本科教育部、基础教学部、马克思主义学院及继续教育学院，开设53个专业。

## 学校排名
根据中国科学评价研究中心、武汉大学中国教育质量评价中心和中国科教评价网发布的“2018中国专科院校排行榜”显示，该校位列专科院校第85位，安徽省第3位。